# Nicken (Geste)

Nicken

Das Nicken (med. lat. Nictatio) ist eine Geste, die durch ein Verkippen des Kopfes in einer abwechselnden Ab- und Aufwärtsbewegung
in der Sagittalebene ausgeführt wird.

## Bedeutung in der westlichen Kultur
In der Funktion als Bejahung wird Nicken auch häufig zur Bestärkung des Gesprochenen benutzt. Ein einfaches Nicken symbolisiert dem Gesprächspartner in der Regel Zustimmung, während ein langsames, wiederholtes Nicken auf Verständnis und aufmerksames Zuhören hinweist.
Auch wird Nicken zum (eher beiläufigen) Gruß verwendet.
Warum sich das Nicken in so vielen Kulturen mit der gleichen Bedeutung durchgesetzt hat, ist nicht eindeutig geklärt. Dies hängt wahrscheinlich mit einer Abwandlung der Verbeugung bzw. des Kopfsenkens zusammen, was Unterwerfung, Ehrerbietung und auch Zustimmung signalisiert.

## Bedeutung in anderen Kulturen
In anderen Kulturen kann die Bedeutung der Geste abweichen. In Albanien oder Bulgarien z. B. wird Nicken teilweise genau entgegen unserer Verwendung zur Ablehnung oder Verneinung gebraucht. Daneben gibt es in einigen Regionen (z. B. in Süd-Italien, in Teilen Griechenlands und der Türkei) ein einfaches Zurückwerfen des Kopfes (häufig in Verbindung mit einem kurzen Schnalzen der Zunge), das ebenfalls der Verneinung dient und häufig missinterpretiert wird, da es an ein Nicken erinnert.